# Rue Magendie
La rue Magendie est une voie située dans le quartier Croulebarbe du 13e arrondissement de Paris, en France.

## Situation et accès

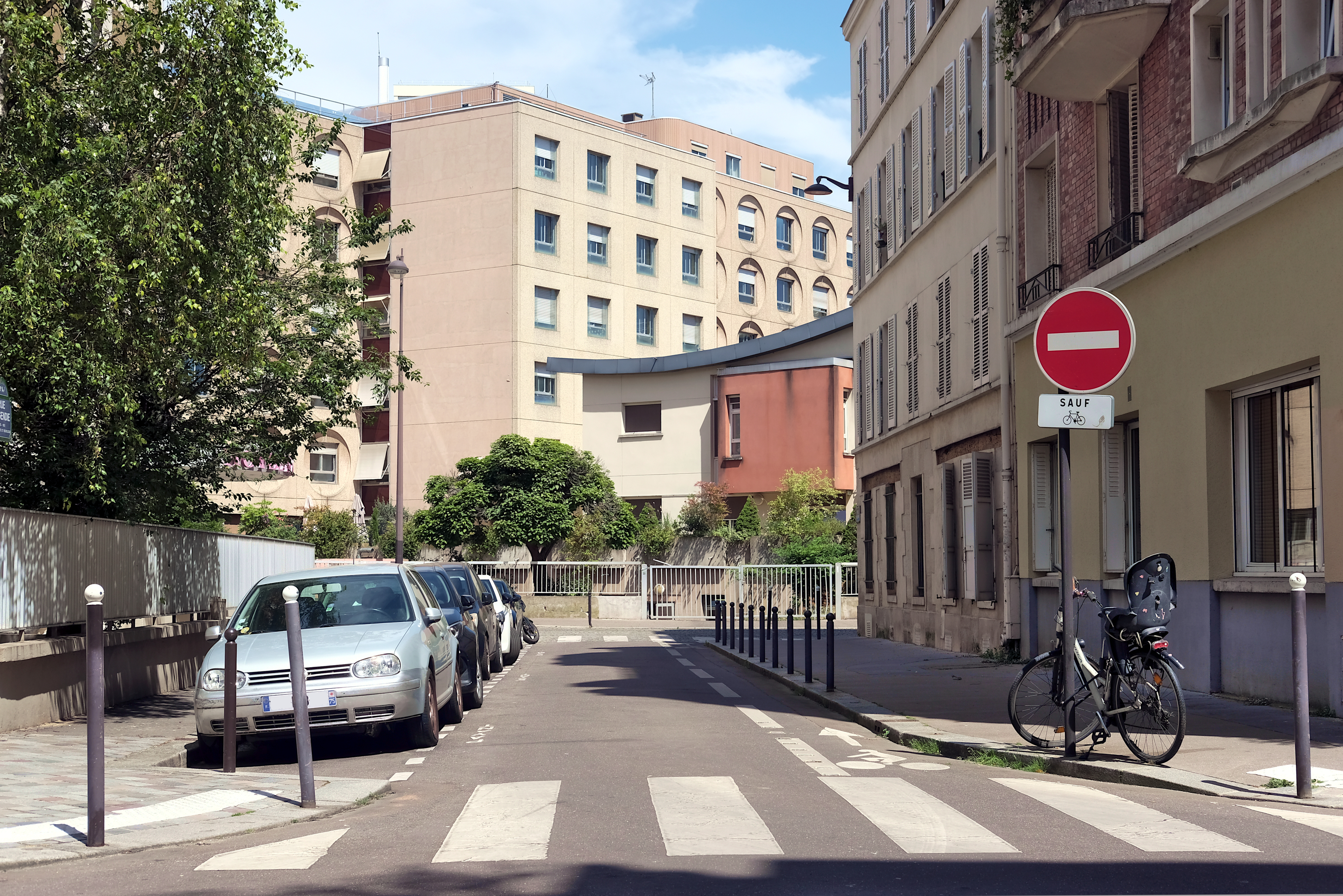
La rue Magendie vue de la rue des Tanneries.

## Origine du nom
Elle rend hommage au médecin français François Magendie (1783-1855), en raison du voisinage de l'hôpital Broca sur lequel elle débouche.

## Historique
Cette voie est créée vers 1802 sous le nom de « petite rue des Filles-Anglaises » ou « ruelle des Filles-Anglaises », à cause de la proximité du couvent des Filles-Anglaises, puis « petite rue Saint-Jean-de-Latran » ou « petite rue Neuve-Saint-Jean-de-Latran », elle prend le nom de « rue Derville » ou « rue Dervilliers », du nom d'un propriétaire avant de prendre sa dénomination actuelle le 27 février 1867.